# Simfonia núm. 1 (Mendelssohn)
La Simfonia núm. 1 en do menor Op. 11 de Felix Mendelssohn va ser conclosa el 31 de març de 1824 quan Mendelssohn tenia només 15 anys. No obstant això, la partitura autògrafa no va ser publicada fins a l'any 1831. La simfonia està dedicada a la Royal Philharmonic Society, institució que va estrenar l'obra a Londres, el 25 de maig de 1829 sota la direcció de Mendelssohn. La durada de la simfonia és d'aproximadament 30 minuts.

## Instrumentació
Està orquestrada per a dues flautes, dos oboès, dos clarinets, dos fagots, dues trompes, dues trompetes, timbals i instruments de corda.

## Moviments
La simfonia està estructurada en quatre moviments:
1. Allegro di molto
2. Andante
3. Menuetto: Allegro molto
4. Allegro con fuoco

## Aclariment
- La simfonia núm. 1 en do menor, escrita per Felix Mendelssohn quan tenia només 15 anys. L'obra es va estrenar en una reunió privada el 14 de novembre de 1824 per celebrar el 19è aniversari de la seva germana Fanny. La seva estrena pública es va produir l'1 de febrer de 1827 amb l'orquestra de Leipzig Gewandhaus que va actuar sota la direcció del seu llavors Capellmeister Johann Philipp Christoph Schulz. Com s'indica al principi la simfonia estava dedicada a la Royal Philharmonic Society, que va realitzar l'estrena a Londres el 25 de maig de 1829 amb la direcció de Mendelssohn.[2]